# Vuelta a España 1970
La Vuelta a España 1970, venticinquesima edizione della corsa, si  svolse in diciannove tappe  -ottava e ultima suddivise in due semitappe- precedute da un cronoprologo, dal 23 aprile al 12 maggio 1970, con un percorso di 3568 km. La Corsa, dall'esito incerto sino all'ultima tappa, fu vinta dallo spagnolo Luis Ocaña, che completò il percorso in 89h57'12", dopo aver spodestato dal comando della classifica generale, nel corso della crono finale da lui dominata di Bilbao, il connazionale Agustín Tamames; terzo nella generale lo sprinter belga Herman Van Springel.

## Tappe
| Tappa  | Data      | Percorso                            | km   | Vincitore di tappa     | Leader cl. generale |
| ------ | --------- | ----------------------------------- | ---- | ---------------------- | ------------------- |
| Prol.  | 23 aprile | Cadice > Cadice (cron. individuale) | 6    | Luis Ocaña             | Luis Ocaña          |
| 1ª     | 24 aprile | Cadice > Jerez de la Frontera       | 170  | Eddy Peelman           | René Pijnen         |
| 2ª     | 25 aprile | Jerez de la Frontera > Fuengirola   | 217  | Julián Cuevas          | René Pijnen         |
| 3ª     | 26 aprile | Fuengirola > Almería                | 249  | Guido Reybrouck        | René Pijnen         |
| 4ª     | 27 aprile | Almería > Lorca                     | 161  | Jean Ronsmans          | Domingo Perurena    |
| 5ª     | 28 aprile | Lorca > Calp                        | 209  | Luis Pedro Santamarina | René Pijnen         |
| 6ª     | 29 aprile | Calp > Borriana                     | 198  | Eddy Peelman           | René Pijnen         |
| 7ª     | 30 aprile | Borriana > Tarragona                | 201  | Guido Reybrouck        | René Pijnen         |
| 8ª-1ª  | 1º maggio | Tarragona > Barcellona              | 100  | Ramón Sáez             | René Pijnen         |
| 8ª-2ª  | 1º maggio | Barcellona > Barcellona             | 48   | Guido Reybrouck        | René Pijnen         |
| 9ª     | 2 maggio  | Barcellona > Igualada               | 189  | Agustín Tamames        | Luis Ocaña          |
| 10ª    | 3 maggio  | Igualada > Saragozza                | 237  | Anatole Novak          | Luis Ocaña          |
| 11ª    | 4 maggio  | Saragozza > Calatayud               | 118  | Marinus Wagtmans       | Luis Ocaña          |
| 12ª    | 5 maggio  | Calatayud > Madrid                  | 204  | Johny Schleck          | Luis Ocaña          |
| 13ª    | 6 maggio  | Madrid > Soria                      | 221  | Marinus Wagtmans       | Agustín Tamames     |
| 14ª    | 7 maggio  | Soria > Valladolid                  | 238  | Jan Serpenti           | Agustín Tamames     |
| 15ª    | 8 maggio  | Valladolid > Burgos                 | 134  | Ramón Sáez             | Agustín Tamames     |
| 16ª    | 9 maggio  | Burgos > Santander                  | 179  | Roger Rosiers          | Agustín Tamames     |
| 17ª    | 10 maggio | Santander > Vitoria                 | 191  | Willy In 't Ven        | Agustín Tamames     |
| 18ª    | 11 maggio | Vitoria > San Sebastián             | 157  | José María Errandonea  | Agustín Tamames     |
| 19ª-1ª | 12 maggio | San Sebastián > Laudio              | 104  | Jos van der Vleuten    | Agustín Tamames     |
| 19ª-2ª | 12 maggio | Laudio > Bilbao (cron. individuale) | 29   | Luis Ocaña             | Luis Ocaña          |
| Totale | Totale    | Totale                              | 3568 |                        |                     |

## Classifiche finali

### Classifica generale
| Pos. | Corridore               | Squadra                   | Tempo     |
| ---- | ----------------------- | ------------------------- | --------- |
| 1    | Luis Ocaña              | Bic                       | 89h57'12" |
| 2    | Agustín Tamames         | Werner                    | a 1'18"   |
| 3    | Herman Van Springel     | Mann-Grundig              | a 1'27"   |
| 4    | Jesús Manzaneque        | Werner                    | a 1'27"   |
| 5    | Willy In 't Ven         | Mann-Grundig              | a 2'00"   |
| 6    | Francisco Galdós        | KAS-Kaskol                | a 3'07"   |
| 7    | Miguel María Lasa       | La Casera-Peña Bahamontes | a 3'09"   |
| 8    | Joaquín Galera          | La Casera-Peña Bahamontes | a 3'15"   |
| 9    | Luis Pedro Santamarina  | Werner                    | a 3'50"   |
| 10   | Juan Manuel Santisteban | Karpy                     | a 4'15"   |

### Classifica a punti
| Pos. | Corridore       | Squadra             | Punti |
| ---- | --------------- | ------------------- | ----- |
| 1    | Guido Reybrouck | Germanvox-Wega      | 199   |
| 2    | Jean Ronsmans   | Hertekamp-Magniflex | 197   |
| 3    | Ramón Sáez      | Werner              | 192   |

### Classifica scalatori
| Pos. | Corridore       | Squadra                   | Punti |
| ---- | --------------- | ------------------------- | ----- |
| 1    | Agustín Tamames | Werner                    | 69    |
| 2    | Ventura Díaz    | Werner                    | 50    |
| 3    | Joaquín Galera  | La Casera-Peña Bahamontes | 47    |